# Harpalyce maisiana
Harpalyce maisiana är en ärtväxtart som beskrevs av Leon och Brother Alain. Harpalyce maisiana ingår i släktet Harpalyce och familjen ärtväxter. IUCN kategoriserar arten globalt som sårbar. Inga underarter finns listade i Catalogue of Life.